# David di Donatello de Melhor Ator

O Prêmio David di Donatello de Melhor Ator (em inglês:  David di Donatello per il miglior attore protagonista) é um prêmio de cinema apresentado anualmente pela Academia do Cinema Italiano (em italiano:  Accademia del Cinema Italiano, ACI) para reconhecer o excelente desempenho em um papel protagonista de um ator masculino em um filme italiano lançado no ano anterior à cerimônia. O prêmio foi concedido pela primeira vez em 1956 e tornou-se competitivo em 1981.
Vittorio Gassman e Alberto Sordi são os recordistas desta categoria com sete prêmios cada, seguidos por Marcello Mastroianni com cinco. Os indicados e vencedores são selecionados por meio de votação no segundo turno por todos os membros da Academia.

## Vencedores e indicados

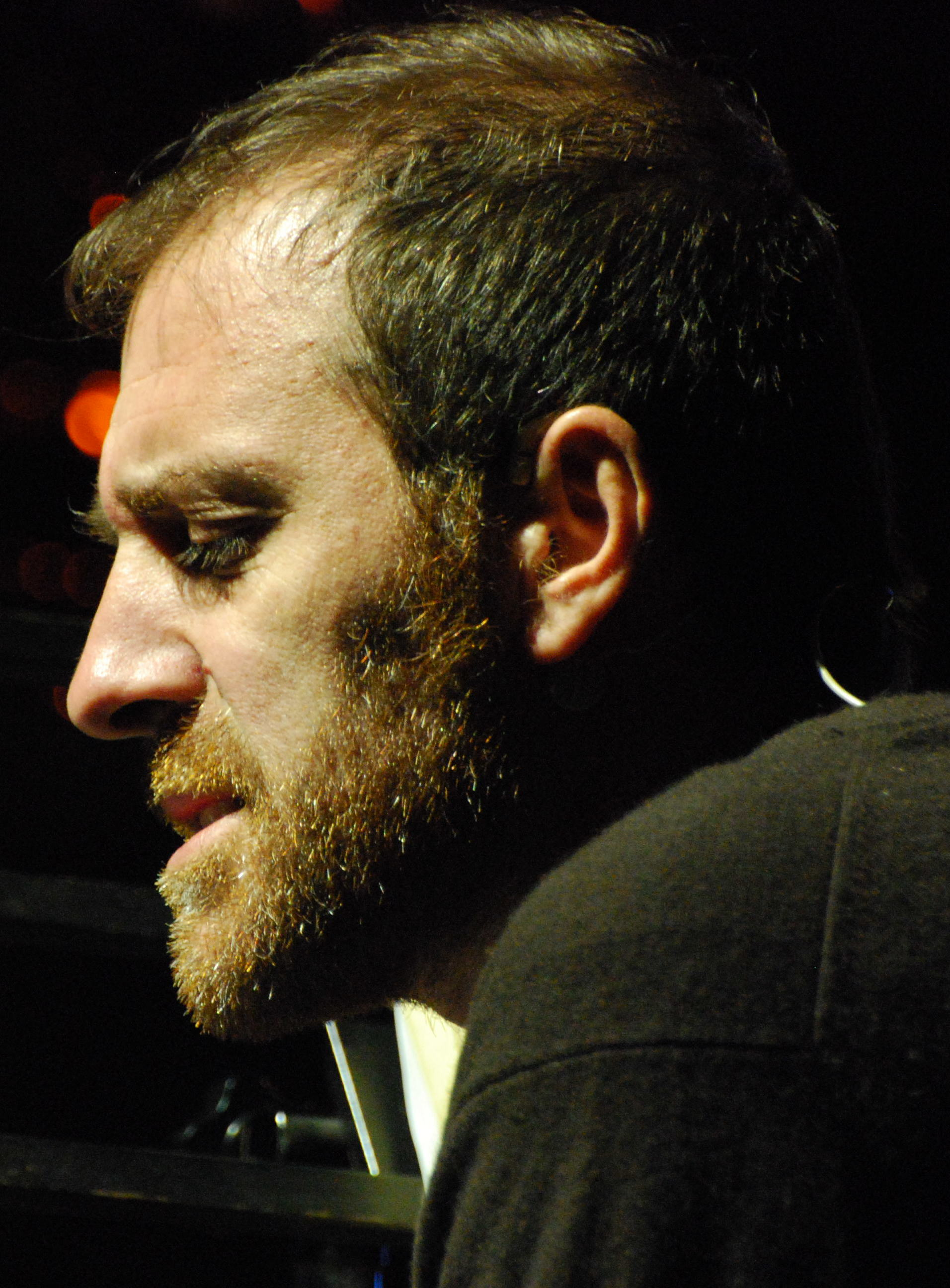
Valerio Mastandrea ganhou o prêmio duas vezes, por La prima cosa bella (2010) e Gli equilibristi (2014), sendo indicado sete vezes.

Abaixo, os vencedores são listados primeiro na linha colorida, seguidos pelos outros indicados.

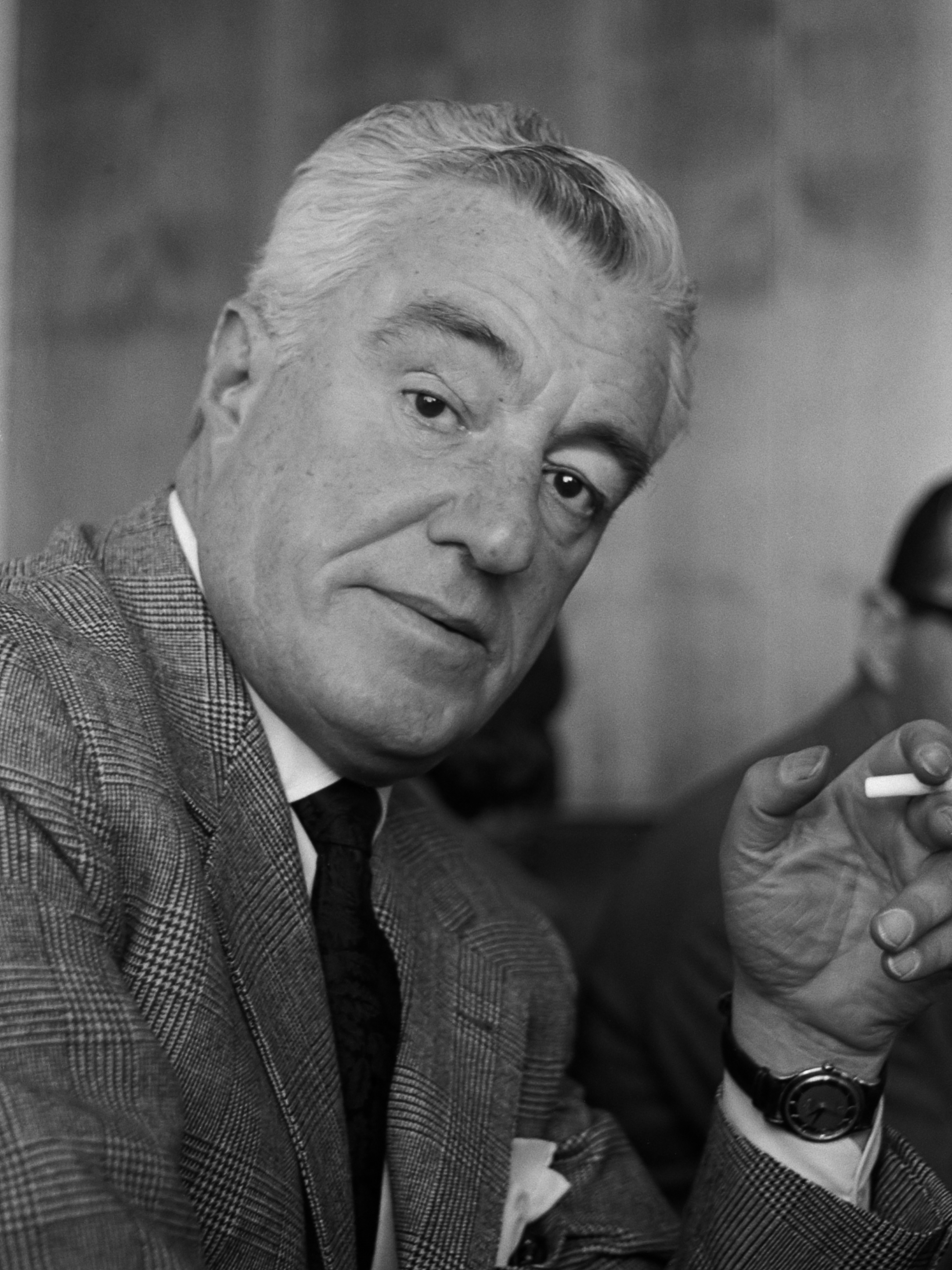
Vittorio De Sica foi o primeiro vencedor da categoria por sua atuação em Escândalo em Sorrento (1955).

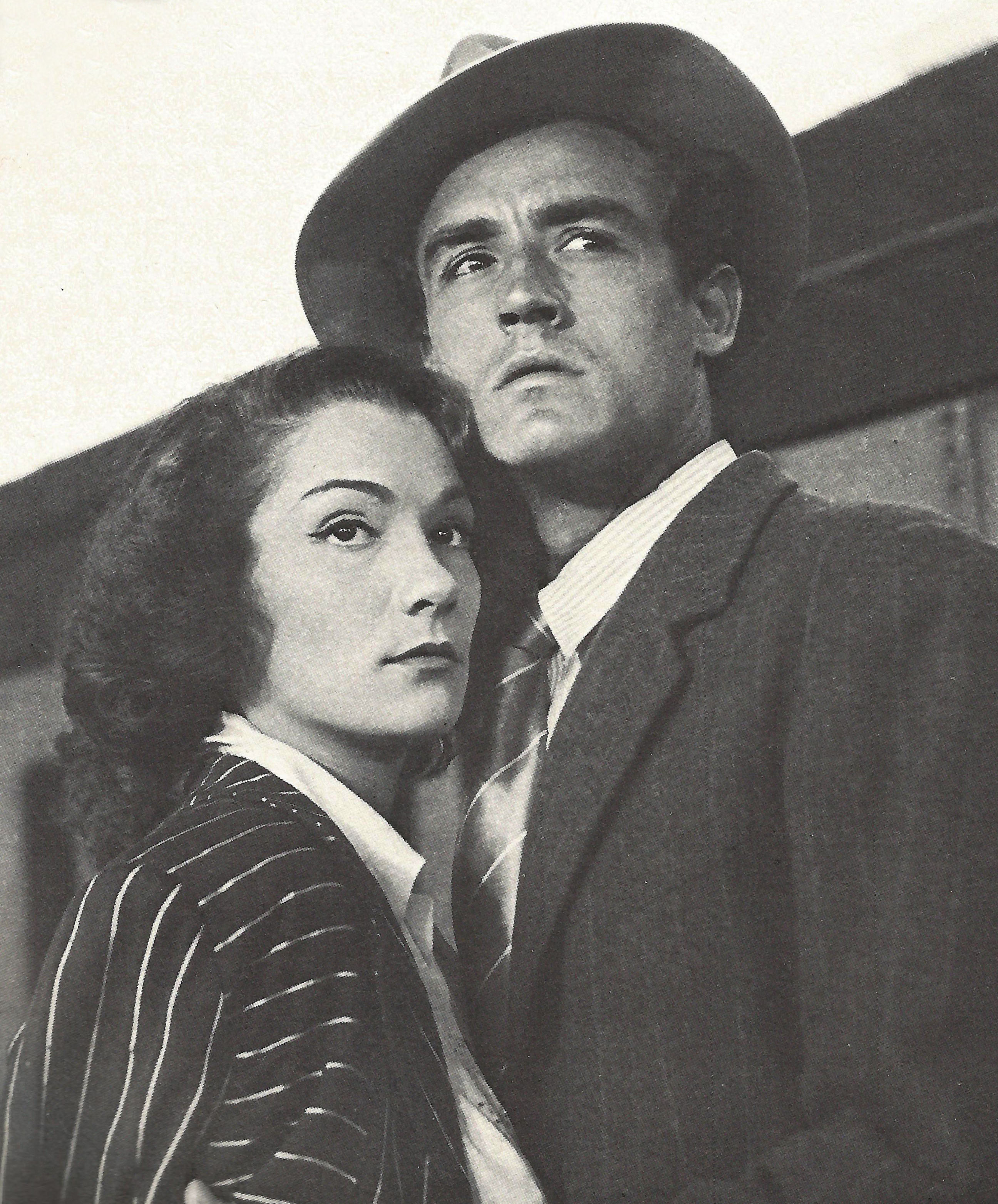
Vittorio Gassman (à direita) é um dos únicos dois atores a ganhar o prêmio sete vezes, de A Grande Guerra (1959) a A Família (1987).

Alberto Sordi ganhou o prêmio sete vezes em oito indicações, um dos únicos dois atores a consegui-lo, vencendo por seus papéis em filmes de A Grande Guerra (1959) a Um homenzinho médio (1977).

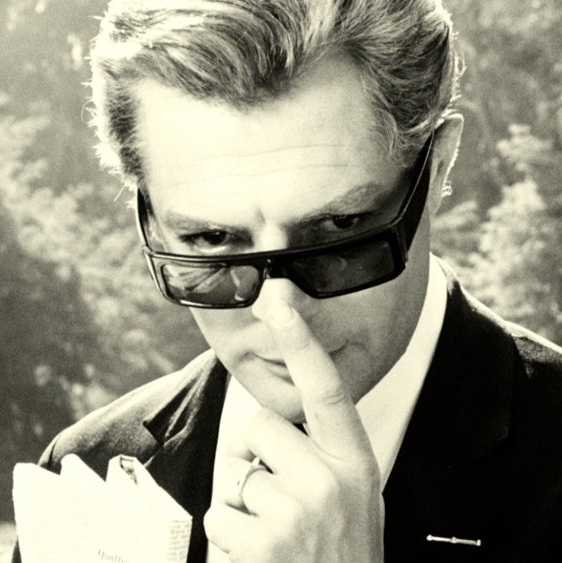
Marcello Mastroianni ganhou o prêmio cinco vezes em seis indicações, a primeira vez por seus múltiplos papéis em Ontem, Hoje e Amanhã (1963).

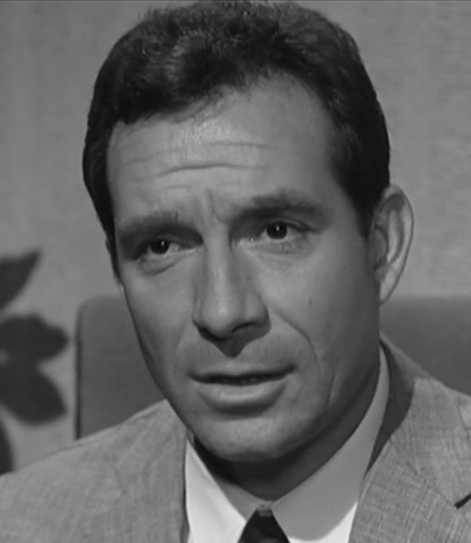
Ugo Tognazzi ganhou o prêmio três vezes, por seus papéis em L'immorale (1967), La califfa (1970) e My Friends (1975).

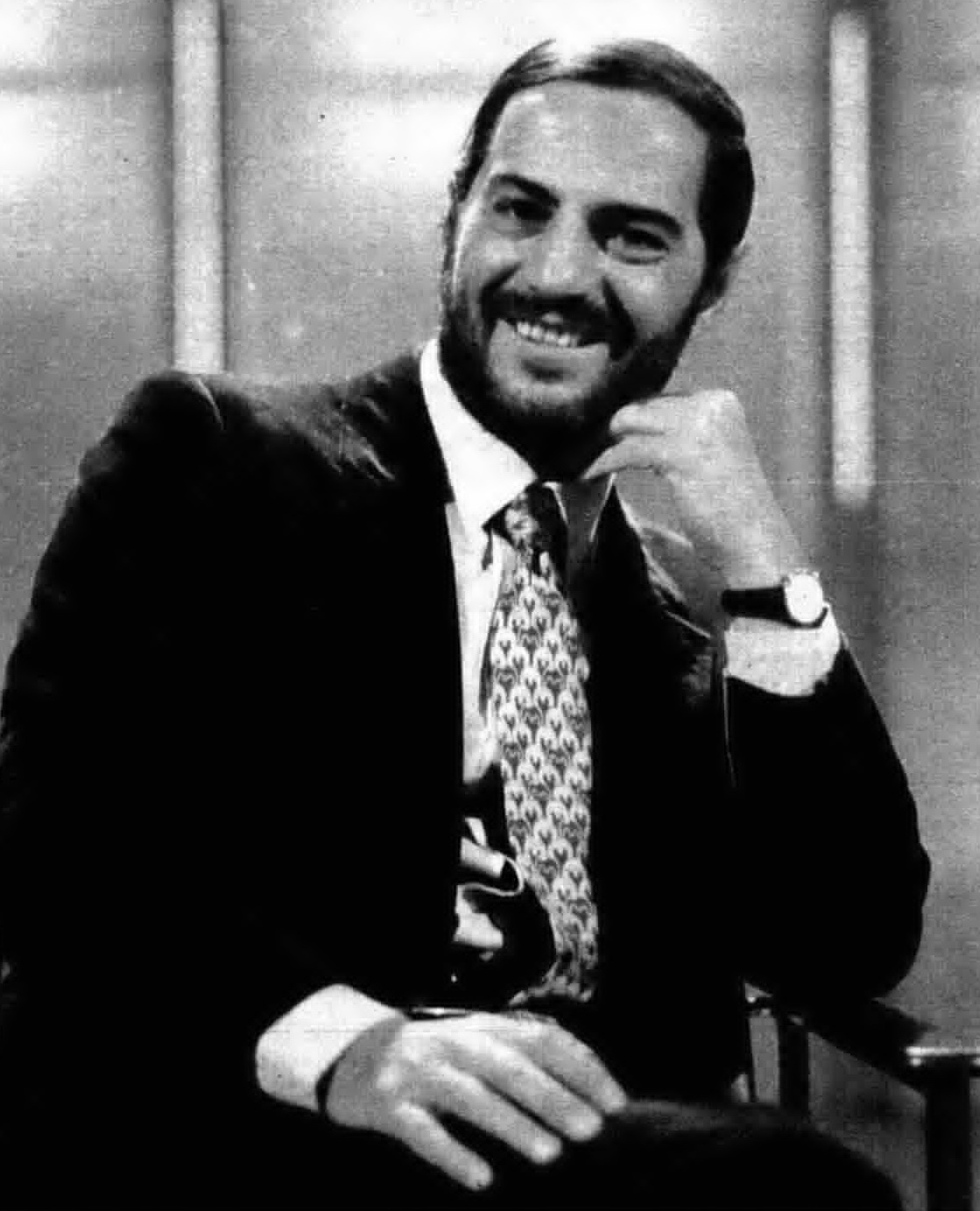
Nino Manfredi ganhou o prêmio quatro vezes, de 1969 a 1978, por seus papéis em I See Naked (1968), The Conspirators (1969), Bread and Chocolate (1973) e In the Name of the Pope King (1977).

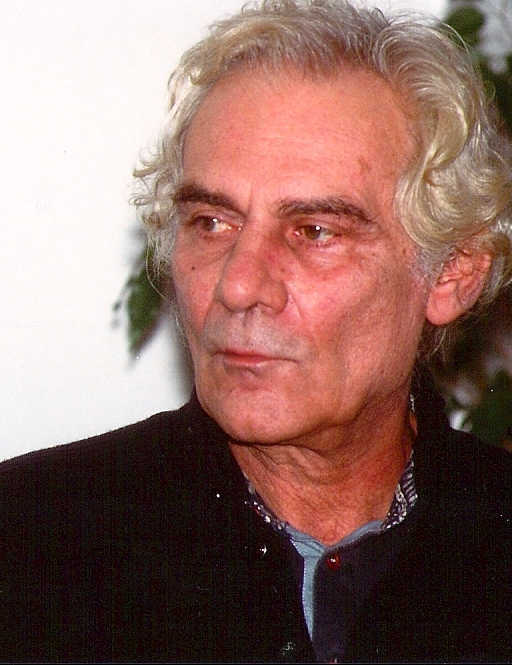
Gian Maria Volonté ganhou duas vezes por seus papéis em Investigação de um Cidadão Acima de Qualquer Suspeita (1970) e Portas Abertas (1990), sendo indicado quatro vezes.

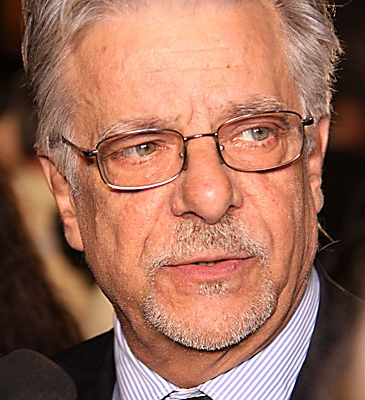
Giancarlo Giannini ganhou o prêmio quatro vezes em sete indicações, de 1971 por A Sedução de Mimi a 2001 por Ti voglio bene Eugenio.

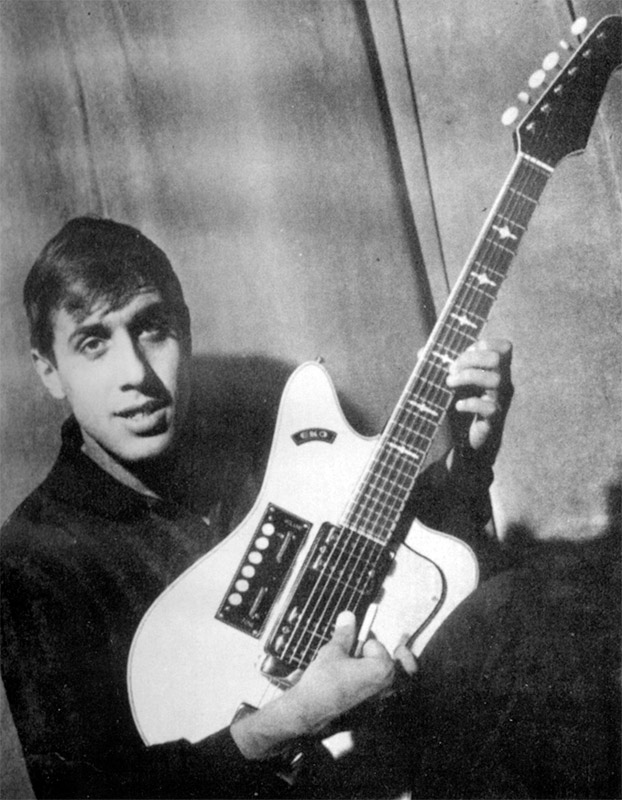
O cantor e animador Adriano Celentano venceu duas vezes, de 1976 a 1980.

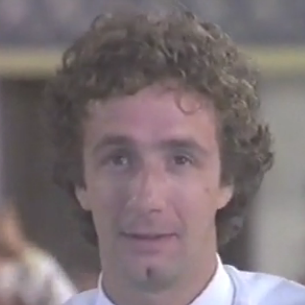
Francesco Nuti venceu duas vezes pelo mesmo papel, em Io, Chiara e lo Scuro (1982) e Casablanca, Casablanca (1985).

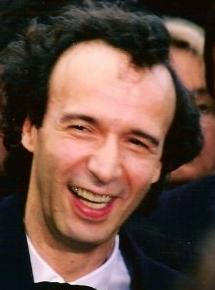
Roberto Benigni ganhou o prêmio por seus papéis em O Pequeno Diabo (1989) e A Vida é Bela (1997), que também lhe rendeu o Oscar de Melhor Ator.

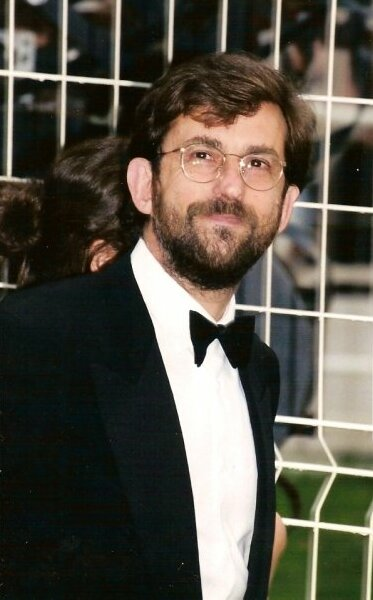
Nanni Moretti ganhou apenas uma das oito indicações, por seu papel em Il portaborse (1991).

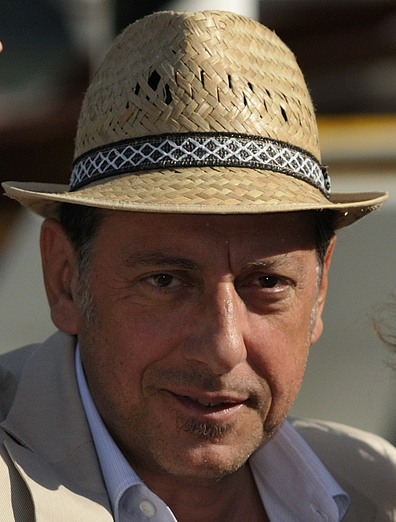
Sergio Castellitto ganhou o prêmio duas vezes por seus papéis em A Grande Abóbora (1992) e Não se Mexa (2004), sendo indicado seis vezes.

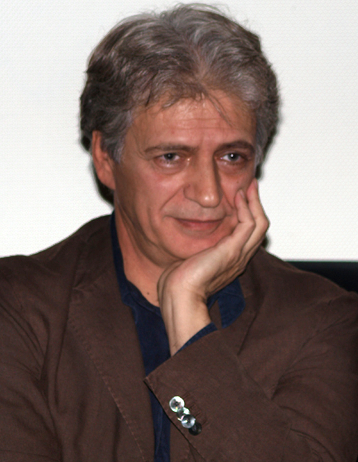
Fabrizio Bentivoglio ganhou apenas uma das seis indicações, por seu papel em Testimone a rischio (1996).

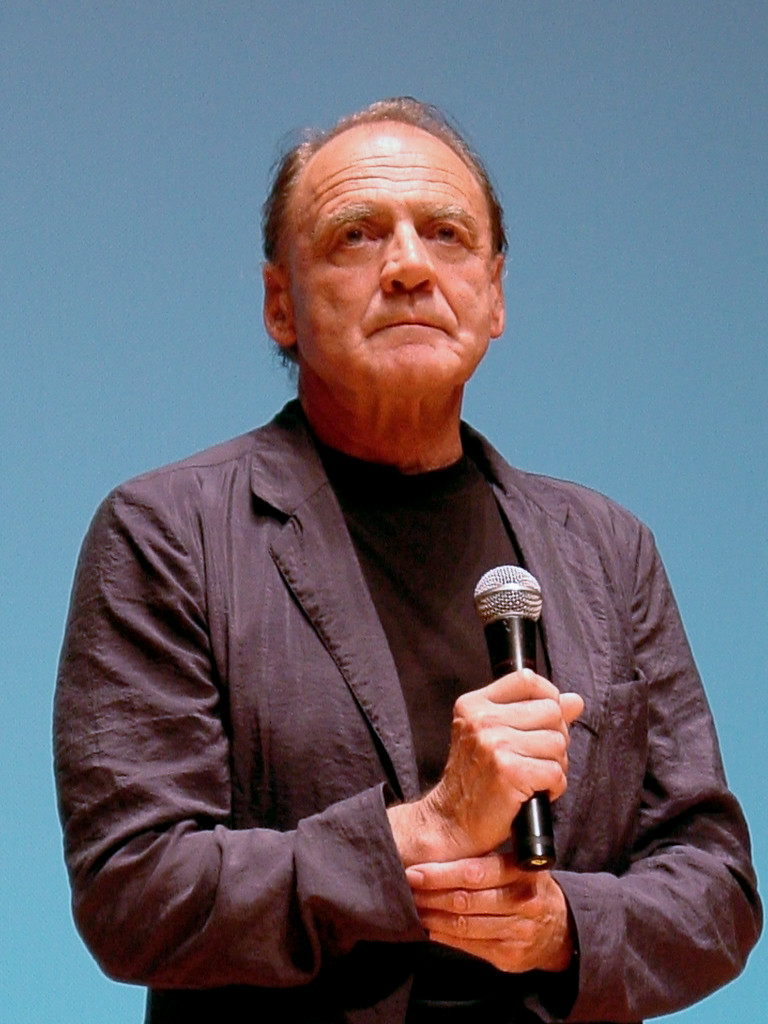
Bruno Ganz ganhou o prêmio em 2000 por seu papel em Pão e Tulipas, o primeiro ator estrangeiro a conseguir tal feito.

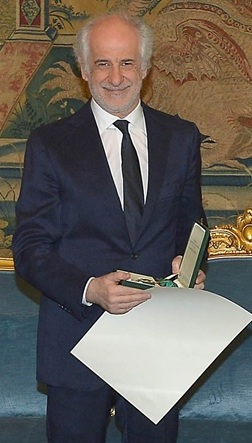
Toni Servillo ganhou o prêmio quatro vezes em oito indicações, por As Consequências do Amor (2004), A Garota à Beira do Lago (2007), Il Divo (2008) e A Grande Beleza (2013).

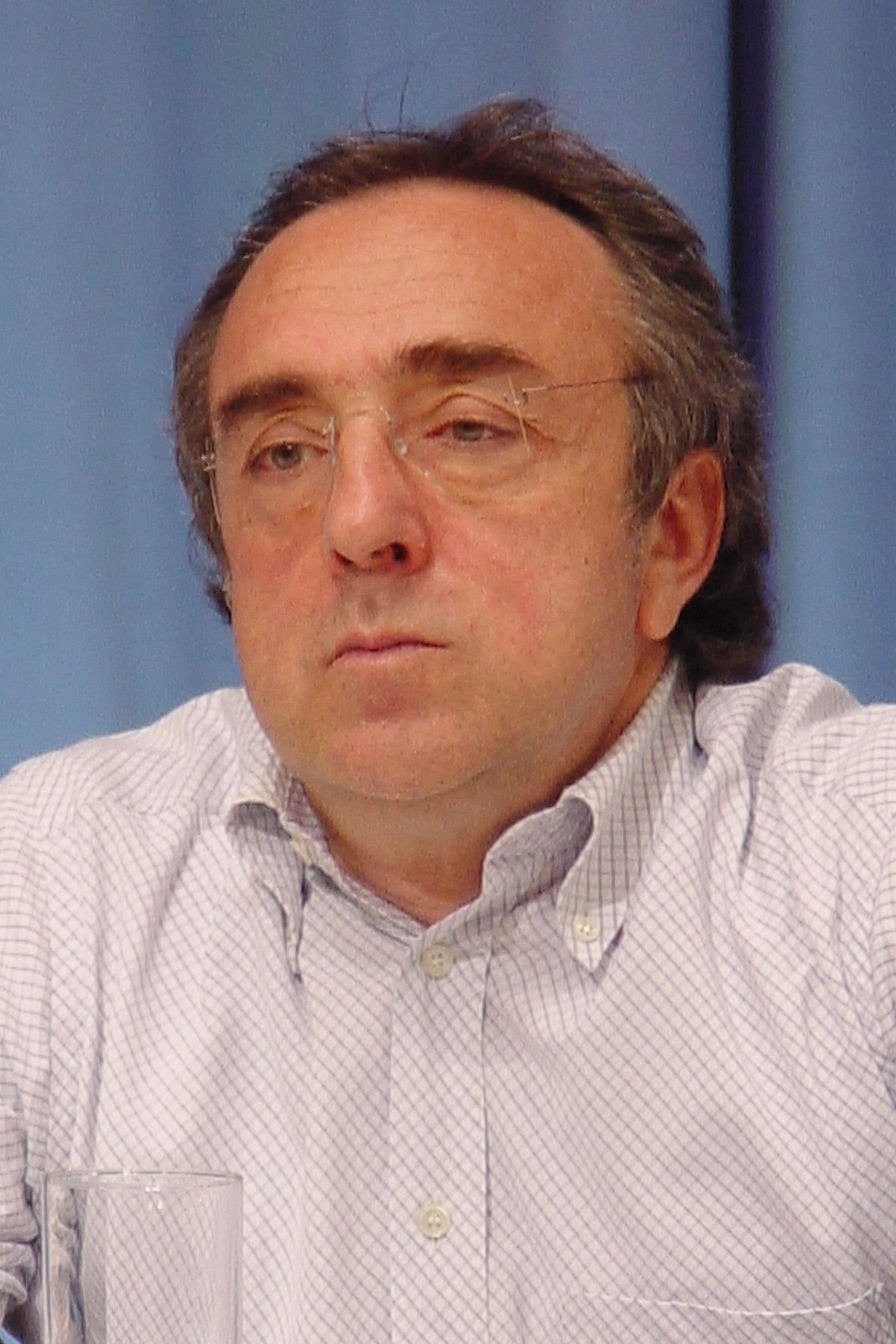
Silvio Orlando ganhou em 2006 seu papel em Il caimanon após sete indicações.

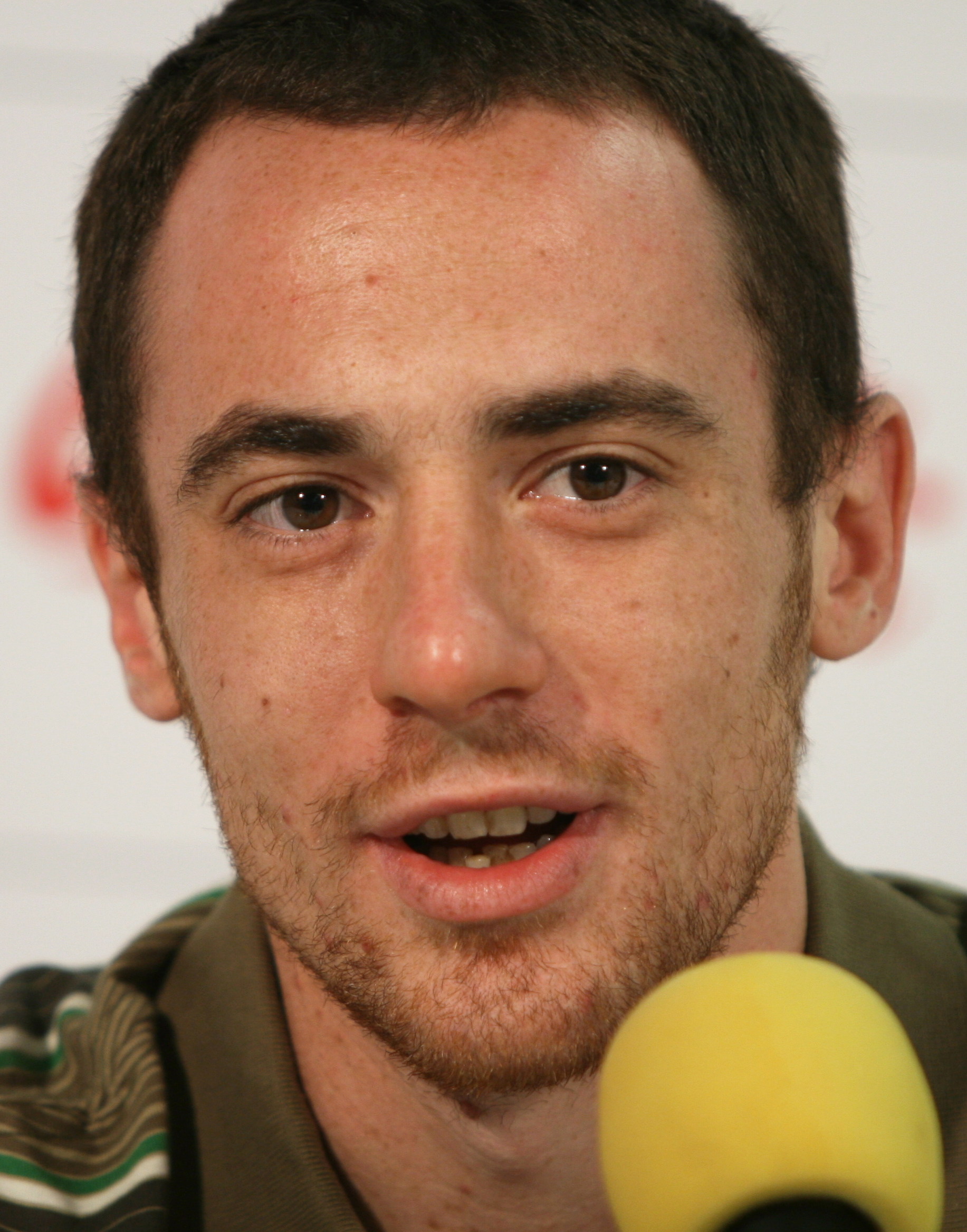
Elio Germano ganhou o prêmio três vezes em quatro indicações, por seus papéis em Meu irmão é filho único (2007), La nostra vita (2010) e Leopardi (2014).

### Década de 1950
| Ano             | Ator               | Funções          | Filme | Ref. |
| --------------- | ------------------ | ---------------- | ----- | ---- |
| 1955/56 (1º)    |                    |                  |       |      |
| Vitório De Sica | Antonio Carotenuto | Pane, amore e... |       |      |
| 1956/57 (2º)    |                    |                  |       |      |
|                 |                    |                  |       |      |
| 1957/58 (3º)    |                    |                  |       |      |
|                 |                    |                  |       |      |
| 1958/59 (4º)    |                    |                  |       |      |
|                 |                    |                  |       |      |

### Década de 1960
| Year                 | Actor                                                                         | Role(s)                 | Film | Ref. |
| -------------------- | ----------------------------------------------------------------------------- | ----------------------- | ---- | ---- |
| 1959/60 (5º)         |                                                                               |                         |      |      |
| Vittorio Gassman     | Soldado Giovanni Busacca                                                      | A Grande Guerra         |      |      |
| Alberto Sordi        | Soldado Oreste Jacovacci                                                      | A Grande Guerra         |      |      |
| 1960/61 (6º)         |                                                                               |                         |      |      |
| Alberto Sordi        | 2º Tenente Alberto Innocenzi                                                  | Tutti a casa            |      |      |
| 1961/62 (7º)         |                                                                               |                         |      |      |
| Raf Vallone          | Edoardo "Eddie" Carbone                                                       | Uno sguardo dal ponte   |      |      |
| 1962/63 (8º)         |                                                                               |                         |      |      |
| Vittorio Gassmann    | Bruno Cortona                                                                 | Il Sorpasso             |      |      |
| 1963/64 (9º)         |                                                                               |                         |      |      |
| Marcello Mastroianni | Carmine Sbaratti / Renzo / Augusto Rusconi                                    | Ontem, Hoje e Amanhã    |      |      |
| 1964/65 (10º)        |                                                                               |                         |      |      |
| Vittorio Gassmann    | Giuliano Maria                                                                | La congiuntura          |      |      |
| Marcello Mastroianni | Domenico Soriano                                                              | Matrimonio all'italiana |      |      |
| 1965/66 (11º)        |                                                                               |                         |      |      |
| Alberto Sordi        | Dante Fontana                                                                 | Fumo di Londra          |      |      |
| 1966/67 (12º)        |                                                                               |                         |      |      |
| Vittorio Gassmann    | Francesco Vincenzini                                                          | Il Tigre                |      |      |
| Ugo Tognazzi         | Sergio Masini                                                                 | L'immorale              |      |      |
| 1967/68 (13º)        |                                                                               |                         |      |      |
| Franco Nero          | Capitão Bellodi                                                               | Il giorno della civetta |      |      |
| 1968/69 (14º)        |                                                                               |                         |      |      |
| Nino Manfredi        | Cacopardo / Angelo Perfili / Ercole / Voyeur / Telefonista / Maurizio / Nanni | Vedo nudo               |      |      |
| Alberto Sordi        | Dr. Guido Tersilli                                                            | Il medico della mutua   |      |      |

### Década de 1970
| Ano                | Ator                                            | Personagem                                            | Filme | Ref. |
| ------------------ | ----------------------------------------------- | ----------------------------------------------------- | ----- | ---- |
| 1969/70 (15º)      |                                                 |                                                       |       |      |
| Nino Manfredi      | Cornacchia / Pasquino                           | Nell'anno del Signore                                 |       |      |
| Gian Maria Volonté | Il Dottore, Ex-chefe do Esquadrão de Homicídios | Indagine su un cittadino al di sopra di ogni sospetto |       |      |
| 1970/71 (16º)      |                                                 |                                                       |       |      |
| Ugo Tognazzi       | Annibale Doberdò                                | La califfa                                            |       |      |
| 1971/72 (17º)      |                                                 |                                                       |       |      |
| Giancarlo Giannini | Carmelo 'Mimì' Mardocheo                        | Mimì metallurgico ferito nell'onore                   |       |      |
| Alberto Sordi      | Giuseppe Di Noi                                 | Detenuto in attesa di giudizio                        |       |      |
| 1972/73 (18º)      |                                                 |                                                       |       |      |
| Alberto Sordi      | Peppino                                         | Lo Scopone scientifico                                |       |      |
| 1973/74 (19º)      |                                                 |                                                       |       |      |
| Nino Manfredi      | Giovanni 'Nino' Garofoli                        | Pane e cioccolata                                     |       |      |
| 1974/75 (20º)      |                                                 |                                                       |       |      |
| Vittorio Gassmann  | Capitão Fausto Consolo                          | Perfume de Mulher                                     |       |      |
| 1975/76 (21º)      |                                                 |                                                       |       |      |
| Adriano Celentano  | Felice 'Felix' Brianza                          | Bluff - storia di truffe e di imbroglioni             |       |      |
| Ugo Tognazzi       | Raffaello Mascetti                              | Amici miei                                            |       |      |
| 1976/77 (22º)      |                                                 |                                                       |       |      |
| Alberto Sordi      | Giovanni Vivaldi                                | Un borghese piccolo piccolo                           |       |      |
| 1977/78 (23º)      |                                                 |                                                       |       |      |
| Nino Manfredi      | Monsignor Colombo da Priverno                   | In nome del papa re                                   |       |      |
| 1978/79 (24º)      |                                                 |                                                       |       |      |
| Vittorio Gassman   | Albino Millozzi                                 | Caro papà                                             |       |      |

### Década de 1980
| Year                  | Actor                                     | Role(s)                  | Film | Ref. |
| --------------------- | ----------------------------------------- | ------------------------ | ---- | ---- |
| 1979/80 (25º)         |                                           |                          |      |      |
| Adriano Celentano     | Guido Quiller                             | Mani di velluto          |      |      |
| 1980/81 (26º)         |                                           |                          |      |      |
| Massimo Troisi        | Gaetano                                   | Ricomincio da tre        |      |      |
| Michele Placido       | Berardo Viola                             | Fontamara                |      |      |
| Carlo Verdone         | Pasquale Amitrano / Furio Zoccano / Mimmo | Bianco, rosso e Verdone  |      |      |
| 1981/82 (27º)         |                                           |                          |      |      |
| Carlo Verdone         | Sergio Benvenuti                          | Borotalco                |      |      |
| Beppe Grillo          | Giovanni                                  | Cercasi Gesù             |      |      |
| Alberto Sordi         | Marquês Onofrio del Grillo / Gasperino    | Il marchese del Grillo   |      |      |
| 1982/83 (28º)         |                                           |                          |      |      |
| Francesco Nuti        | Francesco 'Toscano' Piccioli              | Io, Chiara e lo Scuro    |      |      |
| Johnny Dorelli        | Philip Neri                               | State buoni se potete    |      |      |
| Marcello Mastroianni  | Giacomo Casanova                          | La Nuit de Varennes      |      |      |
| 1983/84 (29º)         |                                           |                          |      |      |
| Giancarlo Giannini    | Salvatore Cannavacciuolo                  | Mi manda Picone          |      |      |
| Francesco Nuti        | Francesco                                 | Son contento             |      |      |
| Nanni Moretti         | Michele Apicella                          | Bianca                   |      |      |
| 1984/85 (30º)         |                                           |                          |      |      |
| Francesco Nuti        | Francesco 'Toscano' Piccioli              | Casablanca, Casablanca   |      |      |
| Ben Gazzara           | O homem esquecido                         | Uno scandalo perbene     |      |      |
| Michele Placido       | Mario Vialone                             | Pizza Connection         |      |      |
| 1985/86 (31º)         |                                           |                          |      |      |
| Marcello Mastroianni  | Pippo Botticella / Fred                   | Ginger e Fred            |      |      |
| Nanni Moretti         | Padre Giulio                              | La messa è finita        |      |      |
| Francesco Nuti        | Romeo Casamonica                          | Tutta colpa del paradiso |      |      |
| 1986/87 (32º)         |                                           |                          |      |      |
| Vittorio Gassman      | Carlo adulto / Avô do Carlo               | La famiglia              |      |      |
| Diego Abatantuono     | Franco Mattioli                           | Regalo di Natale         |      |      |
| Gian Maria Volonté    | Aldo Moro                                 | Il caso Moro             |      |      |
| 1987/88 (33º)         |                                           |                          |      |      |
| Marcello Mastroianni† | Romano                                    | Olhos Negros             |      |      |
| Philippe Noiret       | Dr. Athos Fadigati                        | Gli occhiali d'oro       |      |      |
| Carlo Verdone         | Carlo Piergentili                         | Io e mia sorella         |      |      |
| 1988/89 (34º)         |                                           |                          |      |      |
| Roberto Benigni       | Giuditta                                  | Il piccolo diavolo       |      |      |
| Giancarlo Giannini    | Francisco II das Duas Sicílias            | 'O Re                    |      |      |
| Carlo Verdone         | Piero Ruffolo                             | Compagni di scuola       |      |      |

| Year                 | Actor                                 | Role(s)                                 | Film | Ref. |
| -------------------- | ------------------------------------- | --------------------------------------- | ---- | ---- |
| 1989/90 (35º)        |                                       |                                         |      |      |
| Paolo Villaggio      | Prefeito Gonnella                     | La voce della Luna                      |      |      |
| Gian Maria Volonté   | Juíz Vito Di Francesco                | Porte aperte                            |      |      |
| Sergio Castellitto   | Paolo                                 | Piccoli equivoci                        |      |      |
| Giancarlo Giannini   | Giuseppe Marchi                       | Il male oscuro                          |      |      |
| Nanni Moretti        | Michele Apicella                      | Palombella rossa                        |      |      |
| Massimo Troisi       | Michele                               | Che ora è?                              |      |      |
| 1990/91 (36º)        |                                       |                                         |      |      |
| Nanni Moretti        | Cesare Botero                         | Il portaborse                           |      |      |
| Diego Abatantuono    | Sargento-mor Nicola Lorusso           | Mediterraneo                            |      |      |
| Claudio Amendola     | Príncipe                              | Ultrà                                   |      |      |
| Silvio Orlando       | Luciano Sandulli                      | Il portaborse                           |      |      |
| Sergio Rubini        | Domenico                              | La stazione                             |      |      |
| 1991/92 (37º)        |                                       |                                         |      |      |
| Carlo Verdone        | Bernardo Arbusti                      | Maledetto il giorno che t'ho incontrato |      |      |
| Enrico Lo Verso      | Oficial Antonio                       | Il ladro di bambini                     |      |      |
| Gian Maria Volonté   | Roberto Franzò                        | Una storia semplice                     |      |      |
| 1992/93 (38º)        |                                       |                                         |      |      |
| Sergio Castellitto   | Dr. Arturo                            | Il grande cocomero                      |      |      |
| Carlo Cecchi         | Renato Caccioppoli                    | Morte di un matematico napoletano       |      |      |
| Silvio Orlando       | Saverio                               | Un'altra vita                           |      |      |
| 1993/94 (39º)        |                                       |                                         |      |      |
| Giulio Scarpati      | Juíz Rosario Livatino                 | Il giudice ragazzino                    |      |      |
| Diego Abatantuono    | São José                              | Per amore, solo per amore               |      |      |
| Nanni Moretti        | Nanni                                 | Caro diario                             |      |      |
| Silvio Orlando       | Ciro Ascarone                         | Sud                                     |      |      |
| 1994/95 (40tº)       |                                       |                                         |      |      |
| Marcello Mastroianni | Pereira                               | Sostiene Pereira                        |      |      |
| Fabrizio Bentivoglio | Giorgio Ambrosoli                     | Un eroe borghese                        |      |      |
| Massimo Troisi†      | Mario Ruoppolo                        | Il Postino:                             |      |      |
| 1995/96 (41º)        |                                       |                                         |      |      |
| Giancarlo Giannini   | Sergio Amidei                         | Celluloide                              |      |      |
| Sergio Castellitto   | Giuseppe 'Joe Morelli' Romolo         | O Homem das Estrelas                    |      |      |
| Ennio Fantastichini  | Ruggero Mazzalupi                     | Ferie d'agosto                          |      |      |
| Giancarlo Giannini   | Turi Arcangelo Leofonte               | Palermo Milano - Solo andata            |      |      |
| 1996/97 (42º)        |                                       |                                         |      |      |
| Fabrizio Bentivoglio | Pietro Nava                           | Testimone a rischio                     |      |      |
| Claudio Amendola     | Claudio Braccio                       | La mia generazione                      |      |      |
| Leonardo Pieraccioni | Levante Quarini                       | Il ciclone                              |      |      |
| Sergio Rubini        | Joystick                              | Nirvana                                 |      |      |
| Carlo Verdone        | Romeo Spera                           | Sono pazzo di Iris Blond                |      |      |
| 1997/98 (43º)        |                                       |                                         |      |      |
| Roberto Benigni‡     | Guido Orefice                         | A Vida É Bela                           |      |      |
| Nanni Moretti        | Ele mesmo                             | Aprile                                  |      |      |
| Silvio Orlando       | Vincenzo Lipari                       | Auguri professore                       |      |      |
| 1998/99 (44º)        |                                       |                                         |      |      |
| Stefano Accorsi      | Freccia                               | Radiofreccia                            |      |      |
| Antonio Albanese     | Alex Drastico / Ivo Perego / Pacifico | La fame e la sete                       |      |      |
| Silvio Orlando       | Ernesto                               | Fuori dal mondo                         |      |      |

### Década de 2000
| Ano                  | Ator                                  | Personagem                   | Filme | Ref. |
| -------------------- | ------------------------------------- | ---------------------------- | ----- | ---- |
| 1999/00 (45º)        |                                       |                              |       |      |
| Bruno Ganz           | Fernando Girasole                     | Pão e Tulipas                |       |      |
| Stefano Accorsi      | Horst Fantazzini                      | Ormai è fatta!               |       |      |
| Fabrizio Gifuni      | Marco                                 | Un amore                     |       |      |
| Carlo Verdone        | Ercole Preziosi                       | C'era un cinese in coma      |       |      |
| 2000/01 (46º)        |                                       |                              |       |      |
| Luigi Lo Cascio      | Peppino Impastato                     | I cento passi                |       |      |
| Stefano Accorsi      | Carlo                                 | L'ultimo bacio               |       |      |
| Nanni Moretti        | Giovanni                              | La stanza del figlio         |       |      |
| 2001/02 (47º)        |                                       |                              |       |      |
| Giancarlo Giannini   | Eugenio                               | Ti voglio bene Eugenio       |       |      |
| Luigi Lo Cascio      | Antonio                               | Luce dei miei occhi          |       |      |
| Toni Servillo        | Antonio 'Tony' Pisapia                | L'uomo in più                |       |      |
| 2002/03 (48º)        |                                       |                              |       |      |
| Massimo Girotti      | Davide Veroli                         | La finestra di fronte        |       |      |
| Roberto Benigni      | Pinóquio                              | Pinóquio                     |       |      |
| Fabrizio Bentivoglio | Carlo Ristuccia                       | Ricordati di me              |       |      |
| Sergio Castellitto   | Ernesto Picciafuoco                   | L'ora di religione           |       |      |
| Neri Marcorè         | Nello Balocchi                        | Incantato                    |       |      |
| Fabio Volo           | Tommaso                               | Casomai                      |       |      |
| 2003/04 (49º)        |                                       |                              |       |      |
| Sergio Castellitto   | Timoteo                               | Non ti muovere               |       |      |
| Giuseppe Battiston   | Romeo D'Avanzo                        | Agata and the Storm          |       |      |
| Luigi Lo Cascio      | Nicola Carati                         | La meglio gioventù           |       |      |
| Silvio Muccino       | Matteo                                | Che ne sarà di noi           |       |      |
| Carlo Verdone        | Gilberto Mercuri                      | L'amore è eterno finché dura |       |      |
| 2004/05 (50º)        |                                       |                              |       |      |
| Toni Servillo        | Titta Di Girolamo                     | Le Conseguenze dell'Amore    |       |      |
| Stefano Accorsi      | Marco Battaglia                       | Provincia meccanica          |       |      |
| Giorgio Pasotti      | Martino                               | Dopo mezzanotte              |       |      |
| Kim Rossi Stuart     | Gianni                                | Le chiavi di casa            |       |      |
| Luca Zingaretti      | Padre Pino Puglisi                    | Alla luce del sole           |       |      |
| 2005/06 (51º)        |                                       |                              |       |      |
| Silvio Orlando       | Bruno Bonomo                          | Il caimano                   |       |      |
| Antonio Albanese     | Giordano Ricci                        | La seconda notte di nozze    |       |      |
| Fabrizio Bentivoglio | Luigi Di Santo                        | La terra                     |       |      |
| Kim Rossi Stuart     | Freddo                                | Romanzo Criminale            |       |      |
| Carlo Verdone        | Achille De Bellis                     | Il mio miglior nemico        |       |      |
| 2006/07 (52º)        |                                       |                              |       |      |
| Elio Germano         | Antonio 'Accio' Benassi               | Mio fratello è figlio unico  |       |      |
| Vincenzo Amato       | Salvatore Mancuso                     | Nuovomondo                   |       |      |
| Michele Placido      | Muffa                                 | A Desconhecida               |       |      |
| Giacomo Rizzo        | Geremia de' Geremei                   | L'amico di famiglia          |       |      |
| Kim Rossi Stuart     | Renato Benetti                        | Anche libero va bene         |       |      |
| 2007/08 (53º)        |                                       |                              |       |      |
| Toni Servillo        | Commissário Giovanni Sanzio           | La ragazza del lago          |       |      |
| Antonio Albanese     | Michele                               | Giorni e nuvole              |       |      |
| Lando Buzzanca       | Princípe Giacomo Uzeda di Francalanza | I Viceré                     |       |      |
| Nanni Moretti        | Pietro Paladini                       | Caos calmo                   |       |      |
| Kim Rossi Stuart     | Luca Flores                           | Piano, solo                  |       |      |
| 2008/09 (54º)        |                                       |                              |       |      |
| Toni Servillo        | Giulio Andreotti                      | Il divo                      |       |      |
| Luca Argentero       | Piero                                 | Diverso da chi?              |       |      |
| Claudio Bisio        | Nello                                 | Si può fare                  |       |      |
| Valerio Mastandrea   | Stefano Nardin                        | Non pensarci                 |       |      |
| Silvio Orlando       | Michele Casali                        | Il papà di Giovanna          |       |      |

### Década de 2010
| Ano                  | Ator                                    | Personagem                          | Filme | Ref. |
| -------------------- | --------------------------------------- | ----------------------------------- | ----- | ---- |
| 2009/10 (55º)        |                                         |                                     |       |      |
| Valerio Mastandrea   | Bruno Michelucci                        | La prima cosa bella                 |       |      |
| Antonio Albanese     | Alberto                                 | Questione di cuore                  |       |      |
| Libero De Rienzo     | Giancarlo Siani                         | Fortapàsc                           |       |      |
| Kim Rossi Stuart     | Angelo                                  | Questione di cuore                  |       |      |
| Filippo Timi         | Benito Mussolini / Benito Albino Dalser | Vincere                             |       |      |
| 2010/11 (56º)        |                                         |                                     |       |      |
| Elio Germano         | Claudio                                 | La nostra vita                      |       |      |
| Antonio Albanese     | Cetto La Qualunque                      | Qualunquemente                      |       |      |
| Claudio Bisio        | Alberto Colombo                         | Benvenuti al Sud                    |       |      |
| Vinicio Marchioni    | Aureliano Amadei                        | 20 sigarette                        |       |      |
| Kim Rossi Stuart     | Renato Vallanzasca                      | Vallanzasca – Gli angeli del male   |       |      |
| 2011/12 (57º)        |                                         |                                     |       |      |
| Michel Piccoli       | Papa Melville                           | Habemus Papam                       |       |      |
| Fabrizio Bentivoglio | Bruno                                   | Scialla!                            |       |      |
| Elio Germano         | Pietro Potenchiavelli                   | Magnifica presenza                  |       |      |
| Marco Giallini       | Domenico Segato                         | Posti in piedi in paradiso          |       |      |
| Valerio Mastandrea   | Commissário Luigi Calabresi             | Romanzo di una strage               |       |      |
| 2012/13 (58º)        |                                         |                                     |       |      |
| Valerio Mastandrea   | Giulio                                  | Gli equilibristi                    |       |      |
| Aniello Arena        | Luciano                                 | Reality                             |       |      |
| Sergio Castellitto   | Leone                                   | Una famiglia perfetta               |       |      |
| Roberto Herlitzka    | Professor Fiorito                       | Il rosso e il blu                   |       |      |
| Luca Marinelli       | Guido                                   | Tutti i santi giorni                |       |      |
| Toni Servillo        | Enrico Oliveri / Giovanni Ernani        | Viva la libertà                     |       |      |
| 2013/14 (59º)        |                                         |                                     |       |      |
| Toni Servillo        | Jep Gambardella                         | A Grande Beleza                     |       |      |
| Giuseppe Battiston   | Paolo Bressan                           | Zoran - Il mio nipote scemo         |       |      |
| Fabrizio Bentivoglio | Dino Ossola                             | Il capitale umano                   |       |      |
| Carlo Cecchi         | Carlo Grimaldi                          | Miele                               |       |      |
| Edoardo Leo          | Pietro Zinni                            | Smetto quando voglio                |       |      |
| 2014/15 (60º)        |                                         |                                     |       |      |
| Elio Germano         | Giacomo Leopardi                        | Il giovane favoloso                 |       |      |
| Fabrizio Ferracane   | Luciano                                 | Almas Negras                        |       |      |
| Alessandro Gassmann  | Paolo Pontecorvo                        | Il nome del figlio                  |       |      |
| Marco Giallini       | Tommaso De Luca                         | Se Dio vuole                        |       |      |
| Riccardo Scamarcio   | Gaetano                                 | Nessuno si salva da solo            |       |      |
| 2015/16 (61º)        |                                         |                                     |       |      |
| Claudio Santamaria   | Enzo Ceccotti                           | Lo chiamavano Jeeg Robot            |       |      |
| Alessandro Borghi    | Vittorio                                | Non essere cattivo                  |       |      |
| Marco Giallini       | Rocco                                   | Perfetti sconosciuti                |       |      |
| Luca Marinelli       | Cesare                                  | Non essere cattivo                  |       |      |
| Valerio Mastandrea   | Lele                                    | Perfetti sconosciuti                |       |      |
| 2016/17 (62º)        |                                         |                                     |       |      |
| Stefano Accorsi      | Loris De Martino                        | Veloce come il vento                |       |      |
| Valerio Mastandrea   | Massimo                                 | Fai bei sogni                       |       |      |
| Michele Riondino     | Libero                                  | La ragazza del mondo                |       |      |
| Sergio Rubini        | Oreste Campese                          | La stoffa dei sogni                 |       |      |
| Toni Servillo        | Father Roberto Salus                    | Le confessioni                      |       |      |
| 2017/18 (63º)        |                                         |                                     |       |      |
| Renato Carpentieri   | Lorenzo                                 | Tenderness                          |       |      |
| Antonio Albanese     | Giovanni                                | Come un gatto in tangenziale        |       |      |
| Alessandro Borghi    | Andrea Galderisi / Luca                 | Napoli velata                       |       |      |
| Valerio Mastandrea   | O Homem                                 | The Place                           |       |      |
| Nicola Nocella       | Isidoro 'Easy'                          | Easy                                |       |      |
| 2018/19 (64º)        |                                         |                                     |       |      |
| Alessandro Borghi    | Stefano Cucchi                          | Sulla mia pelle                     |       |      |
| Marcello Fonte       | Marcello                                | Dogman                              |       |      |
| Luca Marinelli       | Fabrizio De André                       | Fabrizio De André - Principe libero |       |      |
| Riccardo Scamarcio   | Matteo                                  | Euforia                             |       |      |
| Toni Servillo        | Silvio Berlusconi                       | Loro                                |       |      |

### Década de 2020
| Ano                  | Ator                   | Personagem                  | Filme | Ref. |
| -------------------- | ---------------------- | --------------------------- | ----- | ---- |
| 2019/20 (65º)        |                        |                             |       |      |
| Pierfrancesco Favino | Tommaso Buscetta       | Il traditore                |       |      |
| Toni Servillo        | Peppino Lo Cicero      | 5 è il numero perfetto      |       |      |
| Alesandro Borghi     | Remo                   | Il primo re                 |       |      |
| Francesco Di Leva    | Antonio Barracano      | Il sindaco del Rione Sanità |       |      |
| Luca Marinelli       | Martin Eden            | Martin Eden                 |       |      |
| 2020/21 (66º)        |                        |                             |       |      |
| Elio Germano         | Antonio Ligabue        | Volevo nascondermi          |       |      |
| Kim Rossi Stuart     | Bruno Salvati          | Cosa sarà                   |       |      |
| Valerio Mastandrea   | Nicola                 | Figli                       |       |      |
| Pierfrancesco Favino | Bettino Craxi          | Hammamet                    |       |      |
| Renato Pozzetto      | Giuseppe "Nino" Sgarbi | Lei mi parla ancora         |       |      |
| 2021/22 (67º)        |                        |                             |       |      |
| Silvio Orlando       | Carmine Lagioia        | Ariaferma                   |       |      |
| Elio Germano         | Massimo Sisti          | America Latina              |       |      |
| Filippo Scotti       | Fabietto Schisa        | A Mão de Deus               |       |      |
| Franz Rogowski       | Franz                  | Freaks Out                  |       |      |
| Toni Servillo        | Eduardo Scarpetta      | Qui rido io                 |       |      |
| 2022/23 (68º)        |                        |                             |       |      |
| Fabrizio Gifuni      | Aldo Moro              | Esterno notte               |       |      |
| Alessandro Borghi    | Bruno Guglielmina      | Le otto montagne            |       |      |
| Ficarra e Picone     | Bastiano and Nofrio    | La stranezza                |       |      |
| Luigi Lo Cascio      | Aldo Braibanti         | Il signore delle formiche   |       |      |
| Luca Marinelli       | Pietro Guasti          | Le otto montagne            |       |      |